# Regöly
Regöly is een plaats (község) en gemeente in het Hongaarse comitaat Tolna. Regöly telt 1315 inwoners (2001).